# Социалистическая партия (Индонезия)
Не следует путать с Социалистической партией Индонезии (Parsi) и Социалистической партией Индонезии (PSI)
Социалисти́ческая па́ртия (индон. Partai Sosialis) — политическая партия Индонезии. Была основана в декабре 1945 года на съезде в Черибоне в результате объединения Социалистической партии Индонезии (Parsi) и Социалистической народной партии. Председателем партии стал председатель Социалистической народной партии Сутан Шарир (индон. Sutan Sjahrir), вице-председателем — председатель Parsi и министр обороны Индонезии Амир Шарифутдин (индон. Amir Sjarifuddin) .

## История
В январе 1946 года партия и её молодёжная организация Народная молодёжь вступили во фронт, получивший название Persatuan Perdjuangan. В феврале того же года фронт попытался сформировать новое правительство. Президент Сукарно разрешил фронту сформировать правительство, но оно не было образовано из-за разногласий внутри фронта .
В мае 1946 года новое правительство образовала коалиция Konsentrasi National, которая соперничала с Persatuan Perdjuangan, в которую входили Социалистическая партия, Народная молодёжь, Коммунистическая партия Индонезии, Мурба, Партия труда Индонезии и другие массовые организации . Вскоре между двумя коалициями начались столкновения, Persatuan Perdjuangan начала вооружённую борьбу против правительства; Шарир был похищен этой организацией, однако, вскоре освобождён .
В октябре 1946 года было расширено правительство, в новую правительственную коалицию, Sajap Kiri, выступавшую в поддержку Лингаджатских соглашений с правительством Нидерландов, в неё вошли Социалистическая партия, Коммунистическая партия Индонезии, Народная молодёжь и Партия труда Индонезии .
К концу 1946 году был сформирован Центральный национальный комитет Индонезии, Социалистическая партия получила в нём 35 из 514 мест .
В мае 1947 года голландское правительство предъявило правительству Индонезии ультиматум с требованием признать суверенитет Нидерландов над Индонезией до 1949 года. В Социалистической партии произошёл раскол по вопросу отношения к этому ультиматуму; Шарир считал, что голландцам надо пойти на уступки, Шарифутдин и его сторонники выступали против этого. В июне Шарир покинул пост премьер-министра. После того, как Шарир отправился в Нью-Йорк на сессию ООН, Шарифутдин стал председателем партии. Когда Хатта сформировал новое правительство, фракция сторонников Шарира поддержала его, хотя Sajap Kiri, в том числе и фракция Шарифутдина, выступила против .
Шарир и его сторонники вышли из партии и 12 февраля 1948 года сформировали Социалистическую партию Индонезии (PSI), в новую партию перешли 4 из 5 представителей в Рабочей группе Центрального индонезийского национального комитета, а также 18 из 35 представителей соцпартии в самом комитете. Однако, большая часть партии поддержала Шарифутдина .
В феврале 1948 года Социалистическая партия (фракция Шарифутдина), Коммунистическая партия и Партия труда Индонезии образовали Народно-демократический фронт, вскоре все партии вошли в состав компартии  .